# Raphaël Cherchève
 (avril 2025).
Raphaël Cherchève, né à Paris 18e le 6 juin 1904 et mort à Saint-Cloud le 13 janvier 2000, est un médecin spécialiste en chirurgie maxillo-faciale du milieu du XXe siècle. Il a été l'un des pionnier de la diffusion de la sophrologie en France avec Raymond Abrezol et Jean-Pierre Hubert,.
Il a été médecin-chef d'un Hôpital du Moyen Atlas (Maroc). Pionnier de l'implantologie en odontostomatologie,  et fondateur de cours implantaire de l'Hôpital Lariboisière, où il initia des chirurgiens-dentistes de toutes les parties du monde.  En 1964, Raphaël Cherchève imagine un implant dit « à fût », en chrome-cobalt. Il peut être considéré comme des initiateurs de l’implantologie moderne,. 
Au début des années 60, en collaboration avec Jean-Pierre Hubert, Raphaël Cherchève fut l'un des pionniers a diffusé la sophrologie. Sous leur impulsion ils débutèrent ensemble les Cours de sophrologie de Lariboisière. Dans ces cours, les étudiants entendent pour la première fois le mot sophrologie : implantologie et sophrologie naissante sont associées pour un temps. 
En 1967, c’est à l’initiative de Raphaël Cherchève, avec lequel il avait eu une entrevue lors d'un voyage à Barcelone et de Jean-Pierre Hubert, que Alfonso Caycedo, le fondateur de la sophrologie est invité en France à venir présenter ses travaux de recherche et donner son premier séminaire à Paris,,. 
Raphaël Cherchève a dirigé la Sofras (Société Française de Recherche et d’Applications Sophrologiques), une organisation à l’origine de la diffusion de la sophrologie en France créée en 1967.
Après l'avoir étudiée puis utilisée, Raphaël Cherchève abandonna la sophrologie la jugeant trop faible. Il marqua son opposition au courant sophrologique en boycottant le IIè Congrès Mondial de Sophrologie de 1975. Il demeura un actif défenseur de l'hypnose moderne. 

## Activités de presse et médias
- En 1976, il signe la préface du livre « L'hypnose et les phénomènes psi » de Dominique Webb[13].
- Le 18 juillet 1976, il passe dans l'émission « Rencontre avec » sur France Culture consacré à Dominique Webb[14].
- Le 14 juin 1978, il passe dans l'émission sur Antenne 2 Question de temps, il hypnotise des patients avec des techniques sophroniques, l'un pour qu'il arrête l'alcool, un autre en vue d'une intervention chirurgical et le dernier pour aider le patient à mieux vivre[15].
- Le 5 novembre 1980, Le journal Le Monde publie une lettre de Raphaël Cherchève à la suite d'un article consacré aux implants dentaires[16].
- Le 1 juin 1987, il passe dans l'émission « Ligne directe » sur Antenne 2 où il définit ce que sont l'hypnose, la sophrologie, les états modifiés de conscience et parle de leurs utilisations comme anesthésie mais aussi comme traitement des drogués, des maladies circulatoires[17].

## Colloque
- 1987, journée nationale de rééducation par le karaté médical et la sophrologie[18].

## Publications
- L'Hypno-sophrologie en art dentaire, avec Eugène Berranger, Éditions Privat, 1970
- Qu'est-ce que la sophrologie, avec Eugène Berranger, Éditions Privat, 1973
- L'Implantologie de sécurité : progrès en implantologie dentaire : traité pratique, Éditions Maloine, 1977